# Johann Salmuth
Johann Salmuth (Lipsia, 1552 – Amberg, 29 maggio 1622) è stato un teologo e predicatore tedesco.

## Biografia
Fu figlio di Heinrich Salmuth ed Elisabeth Pfeffinger (1529-1601) e dunque nipote di Johann Pfeffinger. Frequentò la scuola di San Nicola e successivamente la scuola di Pforta; conseguita la laurea all'età di vent'anni, nel 1575 fu nominato suddiacono nella chiesa di San Nicola e nel 1577 arcidiacono. Nel 1576 sposò Martha Harder, figlia del teologo Wolfgang Harder, da cui ebbe dieci figli maschi e tre figlie femmine.
Il primo gennaio 1587 fu designato terzo predicatore di corte a Dresda, secondo predicatore nel 1588 e primo predicatore nel 1589 dopo la deposizione di Martin Mirus: in questa posizione usò tutta la propria influenza per diffondere il pensiero di Filippo Melantone — anche detto criptocalvinismo dai luterani puri — con l'appoggio del cancelliere Nikolaus Krell, abolendo innanzitutto la formula dell'esorcismo al battesimo. Cercò poi di organizzare una nuova edizione della Bibbia di Lutero, con dei commenti in linea con il calvinismo. Con la morte tuttavia di Cristiano I di Sassonia nel settembre 1591 venne messo in prigione con il proprio amico David Steinbach inizialmente a Dresda e poi nel castello di Stolpen, dove rimase per sei mesi, fino a quando non firmò il consenso a lasciare la Sassonia.
Su raccomandazione di Abraham Scultetus fu chiamato a Heidelberg come predicatore di Federico IV del Palatinato. Nel 1596 si trasferì ad Amberg dove divenne parroco della chiesa di San Martino e dove lavorò come consigliere ecclesiastico fino alla fine della propria vita.